# 田中雅興
田中 雅興（たなか まさおき、1977年5月5日 - ）は、熊本県熊本市出身の元プロ野球選手（外野手）。

## 来歴・人物
小学3年の時にボーイズリーグ熊本に入る。中学時代シニアリーグで3度優勝を経験する。
熊本工高では、1年春から外野のレギュラーとなり、1学年先輩の田中秀太、2学年先輩の高波文一とともにプレーし、1995年には荒木雅博・松本輝とともに第67回選抜高等学校野球大会でベスト16入りを果たした経験をもつ。競輪選手の合志正臣は幼稚園・小中学校・高校で同級生。
ベース1周の自己ベスト13秒44, 50 m走の自己ベスト5秒7という俊足が評価され、1995年のドラフト会議でオリックス・ブルーウェーブに5位で指名され入団。
1年目から二軍では2割後半の打率を残し外野のレギュラーとなる。現役時代は、ポストイチローと呼ばれるも、一軍では代走・守備要員に留まった。
2001年に現役引退。
現在は、オリックス球団職員。またオリックス・バファローズジュニアチームヘッドコーチを務めるなど地元神戸を中心に野球講師活動を行っている。

## 詳細情報

### 年度別打撃成績
| 年 度     | 球 団      | 試 合 | 打 席 | 打 数 | 得 点 | 安 打 | 二 塁 打 | 三 塁 打 | 本 塁 打 | 塁 打 | 打 点 | 盗 塁 | 盗 塁 死 | 犠 打 | 犠 飛 | 四 球 | 敬 遠 | 死 球 | 三 振 | 併 殺 打 | 打 率 | 出 塁 率 | 長 打 率 | O P S |
| --------- | ---------- | ----- | ----- | ----- | ----- | ----- | -------- | -------- | -------- | ----- | ----- | ----- | -------- | ----- | ----- | ----- | ----- | ----- | ----- | -------- | ----- | -------- | -------- | ----- |
| 1998      | オリックス | 8     | 4     | 4     | 2     | 0     | 0        | 0        | 0        | 0     | 0     | 0     | 0        | 0     | 0     | 0     | 0     | 0     | 0     | 0        | .000  | .000     | .000     | .000  |
| 1999      | オリックス | 8     | 14    | 13    | 1     | 2     | 2        | 0        | 0        | 4     | 0     | 0     | 1        | 1     | 0     | 0     | 0     | 0     | 6     | 0        | .154  | .154     | .308     | .462  |
| 2001      | オリックス | 23    | 10    | 10    | 7     | 2     | 1        | 0        | 0        | 3     | 0     | 0     | 2        | 0     | 0     | 0     | 0     | 0     | 2     | 0        | .200  | .200     | .300     | .500  |
| 通算：3年 | 通算：3年  | 39    | 28    | 27    | 10    | 4     | 3        | 0        | 0        | 7     | 0     | 0     | 3        | 1     | 0     | 0     | 0     | 0     | 8     | 0        | .148  | .148     | .259     | .407  |

### 記録
- 初出場：1998年5月2日、対日本ハムファイターズ4回戦（グリーンスタジアム神戸）、9回裏に五十嵐章人の代打で出場
- 初打席：同上、9回裏に岩本勉の前に中飛
- 初先発出場：1999年9月25日、対西武ライオンズ26回戦（グリーンスタジアム神戸）、9番・中堅手として先発出場
- 初安打：同上、5回裏に西口文也から二塁打

### 背番号
- 60 （1996年 - 2001年）
- 125 （2006年 - 2008年）